# Dorothy Miles
Pour les articles homonymes, voir Miles.
Dorothy Miles (19 août 1931, Holywell - 30 janvier 1993, Londres) est une femme poète et militante de la culture sourde. Elle a composé des poèmes en langue anglaise, en langue des signes britannique et en langue des signes américaine. Son œuvre est une référence pour la poésie en langue des signes aux États-Unis et au Royaume-Uni, et a eu une influence dans la poésie des Sourds,.

## Parcours

### Université
Née au pays de Galles en 1931, elle a huit ans quand une méningite la laisse sourde. À 25 ans, elle part étudier à l'université Gallaudet près de Washington grâce à une aide de la British Deaf Association.